# Johannes Schallermann
Johannes Schallermann (* 1373 in Soest; † 5. August 1465) war als Johann V. Bischof von Gurk.

## Leben

Grab der Bischöfe Sonnenberger und Schallermann in Straßburg

Johannes Schallermann stammt aus einer Bürgerfamilie aus Soest in Westfalen und war Kleriker der Erzdiözese Köln. Im Jahre 1401 studierte er in Heidelberg, wo sein Landsmann, der ebenfalls aus Soest stammende Bischof von Regensburg, Konrad Koler, das Rektorat innehatte. Ab 1411 lehrte Schallermann in Wien, wo er in der Folge dreimal die Würde eines Dekans der juridischen Fakultät bekleidete. Als Theologe nahm er am Konzil von Konstanz teil und wurde Rat von Herzog Friedrich IV. von Österreich-Tirol und Hofkaplan von König Sigismund von Luxemburg. Herzog Albrecht V. schickte ihn in diplomatischer Mission nach Rom und zwischen 1431 und 1432 war er an der römischen Kurie beschäftigt. 1428 kam er in den Besitz der reichen Pfarre Krems, später auch noch von Kappel und Ybbs. 1431 wurde er Domherr, später Dompropst in Brixen. 1432 wurde er vom Basler Konzil und Herzog Friedrich IV. als Gesandter zum französischen König Karl VII. beordert. 
Nach dem Tode des Gurker Bischofs Ernst Auer im Jahre 1432 kam es zu langen Wirren um die Nachfolge: der Erzbischof von Salzburg nominierte den Salzburger Domherrn Hermann von Gnas, Herzog Friedrich IV. von Österreich schlug seinen bewährten Kanzler und Bischof von Lavant Lorenz von Lichtenberg vor, der am 4. Mai 1432 auch vom Gurker Domkapitel anerkannt wurde. Die streitenden Parteien wandten sich an Papst Eugen IV., der österreichische Herzog entsandte dabei Schallermann als seinen Unterhändler. Zur Überraschung aller ernannte der Papst am 28. Januar 1433 den bereits betagten Johannes Schallermann zum neuen Gurker Bischof. Die enttäuschten Parteien vereinigten sich nunmehr zu gemeinsamen und eigenmächtigem Vorgehen. Der Herzog lehnte Schallermann ab, weil dieser als Prokurator in Rom für seine eigene Ernennung gearbeitet hätte. Und der Salzburger Erzbischof beharrte auf dessen Kandidaten Lichtenberg. Lichtenberg erklärte 1433 dem Gurker Kapitel, seine Rechte und Besitzungen nicht zu räumen. Erst nach zweijährigem Zuwarten schloss sich das Basler Konzil am 31. März 1435 der Entscheidung des Papstes an. Am 22. Mai 1435 wurde Schallermann schließlich von Erzbischof Fantinus Vallaressius von Kreta in Basel zum Bischof geweiht und am 8. Juli erklärte das Konzil den Geweihten zum rechtmäßigen Bischof von Gurk. Lichtenberg, der sich nicht fügen wollte, wurde mit dem Bann belegt und musste sein Bistum aufgeben. Am 6. Juni 1436 kam es in Wiener Neustadt zu einem Ausgleich und Schallermann wurde verpflichtet, Lichtenberg eine Pension zu bezahlen.
 Papst Eugen IV. widerrief diesen Ausgleich und setzte Lichtenberg für den Verlust von Gurk als Bischof von Lavant ein. Hermann Gnas verzichtete im Interesse des Friedens auf sein Bischofsamt und erhielt dafür von Schallermann Pensionszahlungen. Lichtenberg verzichtete jedoch erst 1445 endgültig auf das Bistum Gurk. 
Schallermann übernahm ein Bistum, das von Lichtenberg komplett ausgeplündert worden war. Dies galt vor allem für das Residenzschloss Straßburg, in dem der Bischof außer den Wänden und Mauern nichts mehr vorfand. 
Schallermann hatte eine vertraute Beziehung zu seinem Landesfürsten Friedrich III. 1441 weilte er an seinem Hof in Graz und nahm im Jahr darauf an seiner Krönung in Aachen teil. 1444 stattete Friedrich dem Gurker Bischof in Straßburg einen Besuch ab. Am 18. März nahm er in Rom an der Kaiserkrönung Friedrichs teil und durfte beim Einzug in die Stadt unmittelbar hinter Friedrich reiten.
Das Hauptverdienst Bischof Schallermanns war der Bau der heutigen Kollegiatkirche St. Nikolaus in Straßburg, der im Jahr 1439 begonnen wurde. 1457 war der Turm vollendet. Im Jahre 1451 empfing er in seiner Diözese den berühmten Kreuzzugsprediger Johannes Capistranus und wurde fortan zu einem seiner besonderen Freunde und Gönner. 
Im Herbst des Jahres 1453 verzichtete der bereits 80-jährige Schallermann auf sein Bischofsamt und zog sich ins Privatleben zurück. Er lebte noch zwölf Jahre und verstarb am 5. August 1465. Er wurde in der von ihm erbauten, jedoch noch nicht vollendeten, Straßburger Kollegiatkirche in einem Doppelgrab neben seinem Nachfolger Sonnenberger beigesetzt.